# L'Enfer (chanson)
Pour les articles homonymes, voir L'Enfer.
Singles de Stromae
Santé
(2021) Fils de joie
(2022)
L'Enfer est une chanson écrite, composée et interprétée par Stromae. La chanson est sortie le 9 janvier 2022 en tant que second single extrait de l'album Multitude,.

## Paroles
Stromae évoque dans ce morceau le mal-être qu'il a grandement ressenti durant sa pause artistique — ayant duré six ans — et qu'il continue de ressentir : il y énonce alors la solitude, ainsi que les idées suicidaires qui lui ont parfois fait vivre « un enfer » comme il le souligne dans le refrain.

## Clip vidéo
Le clip, réalisé par Julien Soulier, Luc Van Haver, Coralie Barbier et Paul Van Haver, est sorti le 12 janvier 2022 sur la chaîne YouTube du chanteur,. 

## Performance live
La musique est initiée et chantée pour la première fois au Journal de 20h de TF1 le 9 janvier 2022, lors du passage de Stromae pour présenter son nouvel album,.

## Classements et certification
| Classement (2022)                       | Meilleure position |
| --------------------------------------- | ------------------ |
| Allemagne (Single Trending Charts)      | 11                 |
| Belgique (Wallonie Ultratop 50 Singles) | 1                  |
| Belgique (Flandre Ultratop 50 Singles)  | 1                  |
| France (SNEP)                           | 1                  |
| France (Digital Songs)                  | 1                  |
| Global 200 (Billboard)                  | 109                |
| Israël (Media Forest)                   | 2                  |
| Pays-Bas (Single Top 100)               | 6                  |
| Pays-Bas (Dutch Top 40)                 | 6                  |
| Russie (Tophit Radio Top 100)           | 20                 |
| Suisse (Schweizer Hitparade)            | 2                  |
| Ukraine (Tophit Radio Top 100)          | 20                 |

| Classements (2022)            | Position |
| ----------------------------- | -------- |
| Pays-Bas (Dutch Top 40)       | 40       |
| Pays-Bas (Single Top 100)     | 55       |
| Russie (Tophit Radio Top 100) | 162      |
| Suisse (Schweizer Hitparade)  | 59       |

### Certification
| Région | Certification | Ventes/Streams |
| --- | ------------- | -------------- |
| Belgique (BEA)                                                                                            | 3 × Platine   | 120 000*       |
| Canada (Music Canada)                                                                                     | Or            | 40 000^        |
| France (SNEP)                                                                                             | Diamant       | 50 000 000*    |
| *Ventes selon la certification xNon précisé par la certification ‡ventes/streaming selon la certification |               |                |

## Historique de sortie
| Pays       | Date            | Format                    | Label                   |
| ---------- | --------------- | ------------------------- | ----------------------- |
| Russie     | 11 janvier 2022 | Téléchargement, streaming | Universal               |
| Italie     | 14 janvier 2022 | Téléchargement, streaming | Universal               |
| France     | 9 janvier 2022  | Téléchargement, streaming | - Mosaert - Polydor     |
| États-Unis | 25 mars 2022    | Téléchargement, streaming | - Darkroom - Interscope |